# Promachus pseudomaculatus
Promachus pseudomaculatus là một loài ruồi trong họ Asilidae. Promachus pseudomaculatus được Ricardo miêu tả năm 1920. Loài này phân bố ở miền Ấn Độ - Mã Lai.